# ТЭ1
ТЭ1 (тепловоз с электрической передачей, 1-й тип) — советский шестиосный (тип 30 — 30) грузопассажирский тепловоз мощностью 1000 л. с., выпускавшийся с 1947 по 1950 года на Харьковском заводе транспортного машиностроения (ХЗТМ) при участии Харьковского электротягового завода (ХЭТЗ) и московского «Динамо». Был создан по личному указанию И. В. Сталина и является копией американского Да, поставлявшегося по ленд-лизу. Не будучи первым советским тепловозом вообще, ТЭ1 стал первым в стране тепловозом, выпускавшимся серийно после войны (советское производство магистральных тепловозов было прервано за десять лет до этого, с 1941 года).

## Предыстория

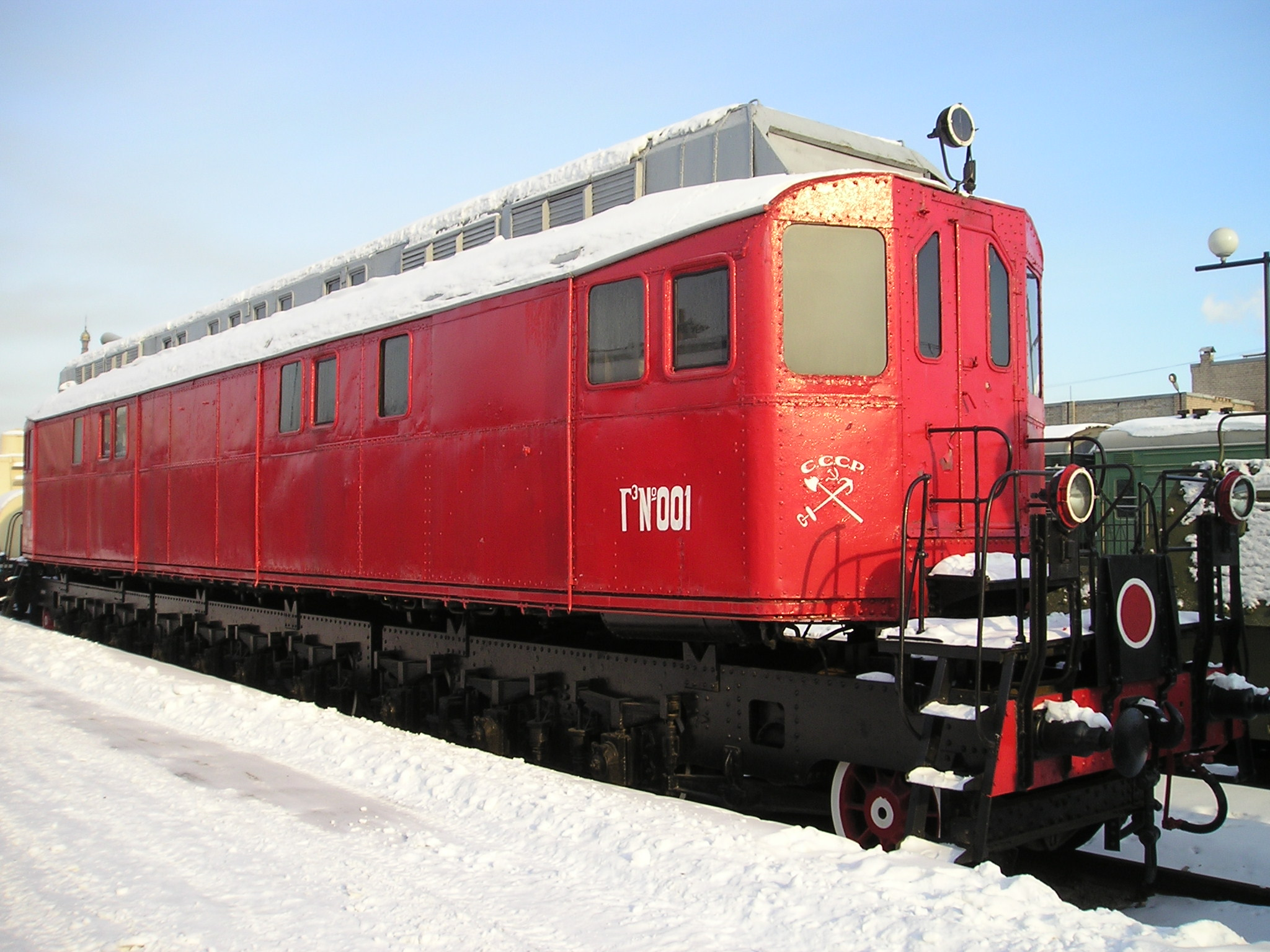
Щ^{эл} (Г^{э}) — первенец советского тепловозостроения

В 1924 году на заводе Красный Путиловец в Петрограде был построен тепловоз Гэ001 (позже переименован в Юэ002, а затем в Щэл1) по проекту Я. М. Гаккеля. Одновременно с ним в Германии был построен для Советского Союза тепловоз Юэ001 (позже переименован в Ээл2), который был также разработан в Советском Союзе, но уже под руководством Ю. В. Ломоносова. Несмотря на существенную разницу конструкции, эти тепловозы имели схожие по мощности дизели (1030—1050 л. с.), мощность от которых на движущие колёсные пары передавалась с помощью электрической передачи. Именно наличие электрической передачи постоянного тока с гиперболической тяговой характеристикой сделало эти тепловозы пригодными к практической работе с поездами. В ноябре того же года эти два первых в мире магистральных тепловоза совершили свои первые обкатки. В 1925 году оба тепловоза были приняты приёмочной комиссией НКПС и в дальнейшем поступили для работы с поездами в локомотивное депо Люблино. Туда же вскоре прибыл и построенный в Германии по проекту Ломоносова тепловоз Юм005 (позже переименован в Эмх3), который в отличие от предыдущих, имел механическую передачу.

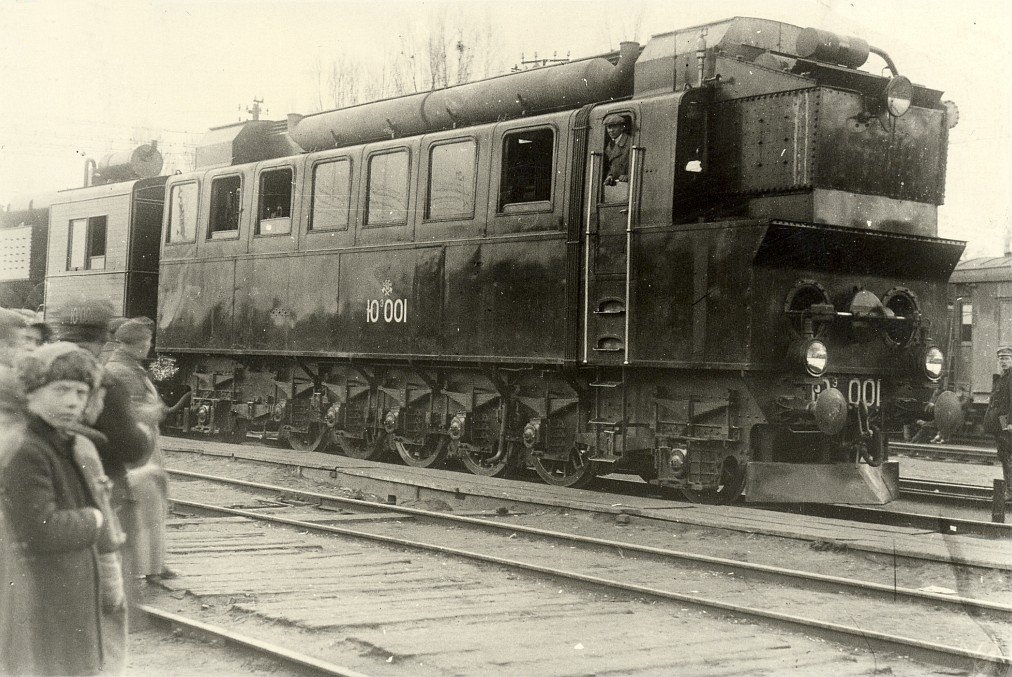
Ю^{э}001 (Э^{эл}2) в Киеве

Результаты эксплуатации Щэл1, Ээл2 и Эмх3 подтвердили возможность применения тепловозов для тяги поездов, поэтому было принято решение о серийном производстве данного типа локомотивов. Более удачным в практическом применении оказался тепловоз Ээл2, который к тому же при одинаковой мощности был легче Эмх3 на 6 тонн и значительно (на 55 тонн) легче Щэл1 (125, 131 и 180 т соответственно). Поэтому на базе его конструкции советскими инженерами в 1927 году был создан проект серии, по которому в 1931 году немецкие заводы построили первый тепловоз серии Ээл. Второй и все последующие тепловозы серии были построены уже на Коломенском заводе, который с 1933 года перешёл на массовое производство тепловозов. Все тепловозы серии Ээл направлялись в депо Полторацк (с 1936 года — Ашхабад) Среднеазиатской (с 1936 года — Ашхабадской) железной дороги, куда ещё в 1931 году были переведены Ээл2 и Эмх3. Отсутствие опыта эксплуатации и необходимой ремонтной базы поначалу часто приводило к порче тепловозов. Также сказывалось недостаточное качество изготовления отдельных узлов. Одним из наиболее слабых мест серии Ээл оказались дизели 42БМК-6 (1050 л. с.), строившиеся по лицензии MAN. Они были недостаточно надёжны и довольно тяжелы (25 т). В силу данных причин с 1937 года выпуск тепловозов Ээл для локомотивной службы был прекращён и в дальнейшем, вплоть до 1941 года, они строились как передвижные электростанции. Всего было выпущено 46 тепловозов данной серии, из них 28 для тяги поездов.
Помимо прочего, в 1933 году был построен тепловоз Ээл8, который имел мощность 1650 л. с., то есть на 57 % больше, чем у серийных тепловозов Ээл. Особенностями локомотива являлись рамное подвешивание тяговых электродвигателей и передача крутящего момента посредством эластичной передачи «Сешерон», состоящей из полого вала и цилиндрических пружин. Эта же передача и оказалась слабым местом тепловоза, так как часто ломалась, что приводило к простою тепловоза в ремонте. А в 1934 году Коломенским заводом был построен первый в мире двухсекционный тепловоз — ВМ20 («Вячеслав Молотов»). По проекту, каждая его секция должна была быть по мощности как тепловоз Ээл, а благодаря двум секциям планировалось повысить вес поездов, что позволяло более полно использовать провозные способности дорог. Каждая из секций имела лишь 4 движущие оси, против 5 у Ээл, что для получения одинаковой выходной мощности требовало применения более мощных ТЭД. Но из-за ограничения во времени конструкторам пришлось отказаться от применения новых двигателей и применить серийные от Ээл. Из-за этого каждая секция ВМ20 получилась слабее, чем предполагалось по проекту, и не могла заменить тепловоз Ээл. В результате двухсекционный тепловоз, водя составы нормального веса, не реализовывал до конца свои возможности, а отдельные секции дороги могли использоваться лишь для вождения пассажирских поездов. Также не удалось добиться одинаковых тяговых характеристик секций. Лишь после подгонки оборудования разница параметров снизилась с 18 до 5 %. В силу указанных недостатков тепловоз ВМ20 так и остался в единственном экземпляре.
Различные недостатки конструкции ранних тепловозов привели к возникновению убеждения о бесперспективности данного вида тяги. Помимо этого, на Коломенском заводе началось серийное производство паровозов СОк с конденсацией пара, которые, как тогда считалось, могли решить проблему вождения поездов в районах, где были сложности с качественным водоснабжением. Прекратив выпуск тепловозов в 1941 году, Коломенский завод снова начал выпускать их лишь в 1956 году (первым был ТЭ3-1001).

## Прототип

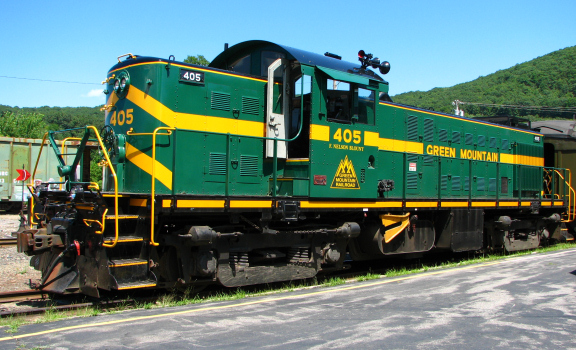
Тепловозы RS-1 строились на протяжении 19 лет, а всего было выпущено 469 штук

В конце 1930-х в локомотивном депо «Ашхабад» был накоплен значительный опыт эксплуатации тепловозов Ээл. По сравнению с эксплуатируемыми параллельно паровозами СОк тепловозы потребляли в 5—6 раз меньше топлива, а себестоимость на единицу работы была на 30—50 % ниже . Поэтому не случайно, что при заказе в рамках ленд-лиза паровозов (ША и ЕА) Центральное управление паровозного хозяйства НКПС подняло вопрос о заказе и тепловозов. В начале 1944 года американские заводы ALCO и Baldwin предложили поставить для советских железных дорог 100 тепловозов (по 50 штук каждый) типа 1-20−0—0-20−1. После рассмотрения предложения было решено заказать 100 тепловозов типа 0-30−0—0-30−0, из которых 70 должен был поставить завод ALCO, а 30 завод Baldwin (см. про тепловоз Дб).

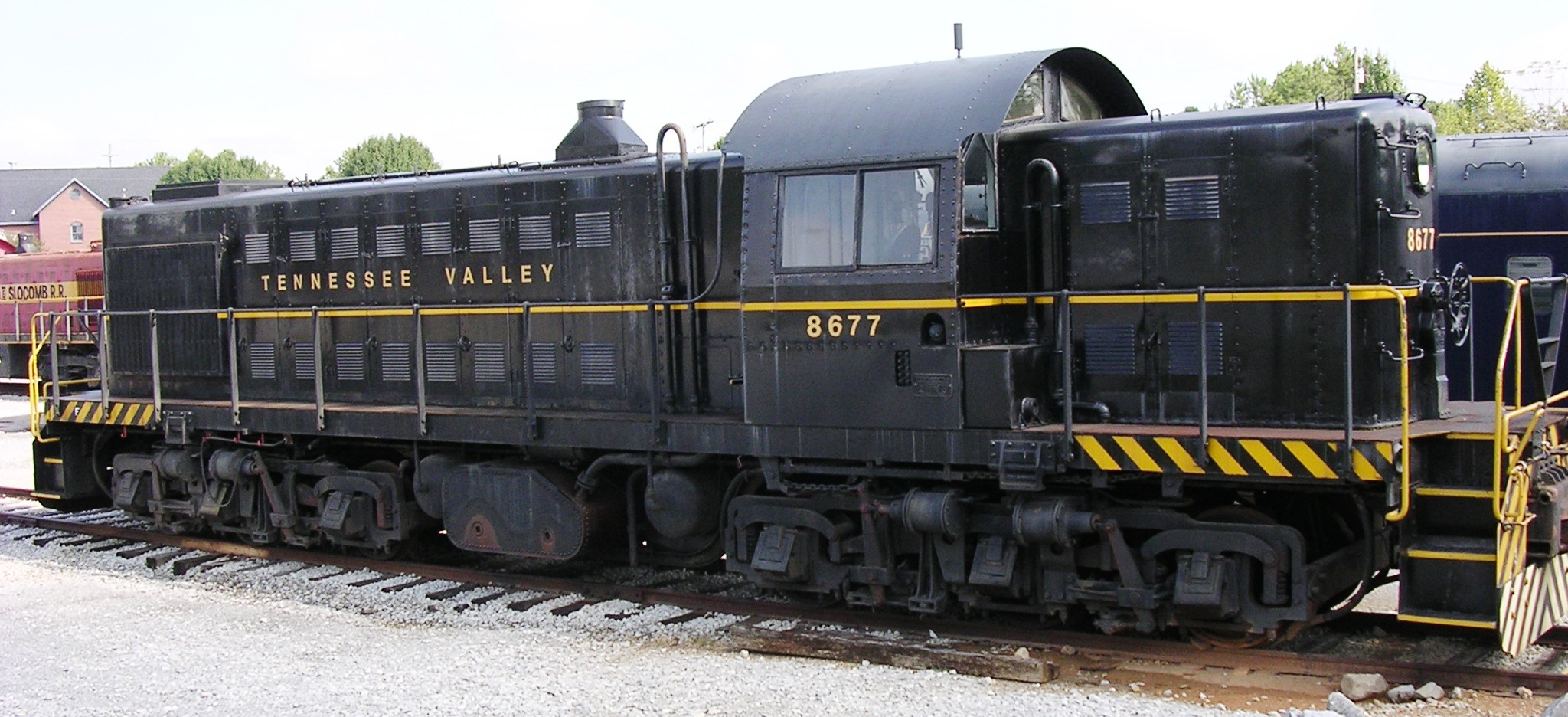
Тепловоз RSD-1, представляющий собой шестиосную версию RS-1

В начале 1940-х основным экспортным тепловозом ALCO был четырёхосный тепловоз RS-1 мощностью 1000 л. с. и с электрооборудованием General Electric. Такой тепловоз поставлялся во многие страны, но высокие осевые нагрузки (28 тс при общем весе 112 тонн) серьёзно ограничивали его применение. Тогда в 1941 году была создана его шестиосная версия, которая получила обозначение RSD-1. При этом число двигателей также возросло до 6, но дизель-генераторная установка при этом осталась без изменений, то есть тепловоз стал «перемоторенным». Тем не менее, партия таких тепловозов (модель E1645) была отправлена на Трансиранскую железную дорогу, где они показали себя достаточно эффективными. Именно эти тепловозы и были заказаны Советским Союзом. В начале 1945 года первые тепловозы RSD-1 (модель E1646) прибыли морским путём в Мурманск. НКПС присвоил им серию Да (дизельный, завода АЛКО), после чего тепловозы были отправлены в депо Ашхабад. Всего на советские железные дороги поступило 68 тепловозов Да, а 2 утонули при транспортировке.

### Потсдамская конференция
В 1945 году в ходе подготовки правительственного поезда для поездки И. В. Сталина на Потсдамскую конференцию было выбрано несколько паровозов. Но вскоре в список локомотивов был включён тепловоз Да. Точные данные об этом случае несколько разнятся у разных авторов. Так, согласно Виталию Ракову, был взят тепловоз Да20-27, который заменил один из забракованных паровозов. Далее после Можайска паровоз, который вёл поезд, начал боксовать на подъёме. Поэтому на станции Дровнино паровоз заменили тепловозом, который вёл поезд уже до самого Потсдама. При этом уже на территории Германии Сталин подходил к тепловозу и даже беседовал с машинистом Виктором Лионом, который дал тепловозу высокую оценку.
Совсем другую версию приводит Илья Ветров, который во время Великой Отечественной войны был начальником колонны паровозов особого резерва и потому знаком с другими начальниками колонн паровозов, в том числе и тех, что вели тот правительственный поезд. Согласно Ветрову, изначально было подготовлено 15 паровозов серии СО, 5 из которых были из Бреста, 5 из Варшавы и 5 из Познани. Но 14 июля вышло распоряжение наркома НКПС И. В. Ковалёва, согласно которому правительственный поезд от Москвы должны были вести американские тепловозы. Основная причина — они считались более безопасными, так как при заправке паровоза на промежуточных остановках диверсанты могли подбросить взрывчатку, замаскированную под уголь. В пути после Минска Сталин обратил внимание, что поезд трогается довольно плавно, без рывков, как это обычно бывает, если поезд тянет паровоз, и в окно не летит угольный дым. Утром на одной из промежуточных станций Сталин вышел из вагона и подошёл к голове поезда.

— Что это?
— Тепловоз, товарищ Сталин.
Сталин подошёл к дизельному локомотиву, заглянул в его кабину, увидел, что внутри чистота, даже коврики на полу постелены… Потом спросил у машиниста [Николая Кудрявкина]:
— Интересно, а запас воды у него достаточный?
— Достаточный, товарищ Сталин.
— А хватит нам запаса топлива, чтобы доехать до Берлина?
— Хватит, ещё и на обратную дорогу останется.
— Хорошая машина, — сказал Сталин.
Нарком рассказал ему, что тепловоз изобретён у нас, но производят его американцы. Сталин тогда с укором спросил:
— Зачем же тогда изобретать?

Но около Бреста у одного из тепловозов заглох дизель, и далее на значительном участке поезд вели уже паровозы.
Несмотря на отличия версий, видно, что оба автора сходятся в том, что Сталин видел тепловоз, интересовался его возможностями и услышал от машинистов высокую оценку локомотива.

## Проектирование
В день железнодорожника 5 августа 1945 года, то есть вскоре после конференции в Потсдаме, Сталин провёл совещание, на котором присутствовал нарком путей сообщения Ковалёв. Среди прочих на этом совещании было принято и решение о восстановлении производства тепловозов, при этом в качестве образца следовало использовать американский Да. Одной из причин выбора образца-прототипа являлось моральное устаревание тепловозов Ээл, тогда как тепловоз Да при той же мощности был почти на 17 тонн легче (121,2 против 138 т). Но восстановление тепловозостроения на Коломенском заводе было сопряжено с большими трудностями, так как с марта по сентябрь 1945 года завод был всецело занят созданием паровоза П32 «Победа». Тогда был выбран другой подходящий вариант — расположенный в Харькове танковый завод № 75. Этот завод был восстановлен в 1943 году на месте эвакуированного в ходе войны Харьковского паровозостроительного завода имени Коминтерна, а в августе 1944 года для усиления предприятия из Кирова, куда ещё в начале войны эвакуировали Коломенский завод, была отправлена группа специалистов, включая М. Н. Щукина (в том же году он стал главным конструктором завода № 75) и А. А. Кирнарского. Помимо этого, в том же городе располагался Харьковский электромашиностроительный завод (ХЭМЗ), который ещё в 1930-е годы поставлял Коломенскому заводу тяговые генераторы для тепловозов.
В 1905 году на Харьковском заводе был спроектирован, а со следующего года начал выпускаться паровоз, позже получивший обозначение серии Щ, в честь другого Щукина — известного локомотивостроителя Николая Щукина (1848—1924).

В наше ПКБ позвонил нарком танковой промышленности В. А. Малышев и сказал, что здесь, в Харькове, намечено наладить серийный выпуск тепловозов. Мы хорошо представляли, что предстоит сделать, и решили воспользоваться опытом довоенной постройки таких машин в Коломне. Кроме того, весьма пригодилось тщательное изучение американского ДА, экземпляр которого предоставили в наше распоряжение.

В декабре на завод № 75, который уже к концу года переименуют в Харьковский завод транспортного машиностроения (ХЗТМ), был передан тепловоз Да20-52, ранее не эксплуатировавшийся, так как во время транспортировки его оборудование было залито морской водой. С целью ускорения работ, Главный конструктор завода и потомственный инженер-машиностроитель Михаил Щукин, возглавлявший работы по проектированию тепловоза, задействовал многих лучших заводских специалистов отрасли. Так, проектированием механической части занималась группа под руководством начальника конструкторского бюро Александра Кирнарского, который до войны участвовал в разработке двухсекционного тепловоза ВМ20. Другую группу, которая занималась проектированием дизеля Д50, возглавлял Николай Вернер — крупный конструктор по дизелестроению, в годы войны занимавшийся наладкой производства дизеля В-2 (двигатель танков Т-34 и КВ-1). Проектированием и изготовлением тягового генератора и двухмашинного агрегата занимался Харьковский электротяговый завод (ХЭТЗ), созданный в 1946 году на базе Государственного авторемонтного завода. Разработка тяговых электродвигателей и электроаппаратов велась на заводе «Динамо» им. С. М. Кирова (Москва), причём последний поставлял аналогичное оборудование для локомотивов ещё до войны.
В отличие от, например, создания самолёта Ту-4, когда конструкторам приходилось точно копировать все детали американского B-29, в данном случае условия были менее жёсткие. Инженерам предстояло перевести размеры из дюймовой шкалы измерения в метрическую, а затем подогнать их под советские государственные стандарты, а также разработать узлы с учётом использования выпускаемых в СССР материалов и имеющегося оборудования. По этой причине диаметр колёс был изменён с 1016 (40 дюймов) на 1014 мм (уже в процессе выпуска его увеличат до 1050 мм), вместо тормоза EL14 системы Вестингауза применён тормоз Матросова, а сам тепловоз по сравнению с прототипом стал на 40 мм длиннее (16 892 против 16 852 мм) и почти на 3 тонны тяжелее (123,9 против 121,2 т). В целом все работы по проектированию были закончены уже в 1946 году, то есть заняли около года.
Строго говоря, выбор тепловоза Да в качестве прототипа был не совсем оправдан. Уже в то время он мало подходил для поездной службы, так как при скоростях выше 23 км/ч происходило быстрое падение силы тяги, то есть он больше годился для маневровой работы. Для сравнения, тепловозы серии Дб использовали полную мощность дизеля до скоростей 45 км/ч и были больше приспособлены для работы на магистралях, хотя имели ненадёжные дизели (на их цилиндровых крышках у вихревой камеры часто образовывались трещины) и, как и Да, были «перемоторены». Но на советские железные дороги они поступили лишь в 1946 году. Ещё в 1938 году инженеры П. В. Якобсон и М. М. Козловский предложили эскиз шестиосного тепловоза (осевая формула 30—30) мощностью 1600 л. с. На основании этого проекта ими же на Коломенском заводе были разработаны проекты тепловозов мощностью 2000 л. с.: односекционный Т16 с осевой формулой 1-30—30−1 и двухсекционный Т17 с осевой формулой (1-10—20)+(20—10−1), причём на базе последнего было возможно создать трёхсекционный тепловоз мощностью 3000 л. с. На данных тепловозах планировалось применить лёгкие дизельные двигатели 38КФН8 мощностью 1000 л. с., к выпуску которых промышленность на тот момент времени уже была готова, так как они являлись модернизированной версией выпускавшегося серийно дизеля 38КФ8 (мощность 600 л. с.). Наиболее целесообразным к производству был признан тепловоз проекта Т17, однако начавшиеся военные события прервали работы в этом направлении. Выпущенный в конце 1948 года двухсекционный тепловоз ТЭ2, разработанный в короткие сроки, во многом новаторский и сразу оказавшийся удачным, имел большое сходство с тепловозом Т17.

## Производство
В 1946 году на Харьковском заводе транспортного машиностроения (ХЗТМ) началось строительство новых тепловозов. Самым сложным узлом их конструкции оказался дизель Д50, производство которого велось под руководством Ф. М. Малярова — заместителя главного технолога завода по дизелям. Основная проблема в изготовлении данного дизеля заключалась в отработке технологии изготовления отдельных узлов, особенно стального кованного коленчатого вала, который ковался из слитков весом 12 т. Ещё сложными в изготовлении оказались впускной и выпускной клапаны, из-за чего пришлось разрабатывать техпроцесс их производства на горизонтально-ковочной машине методом штамповки, а также регулятор частоты вращения, конструкция которого была незнакома советским специалистам. Помимо освоения изготовления ряда сложных деталей (рама, блок, корпуса насосов) из чугунного литья, на заводе было освоено и кокильное литьё из алюминиевого сплава ПС-1210, из которого изготавливались поршни. В декабре 1946 года первый образец дизеля Д50 был изготовлен.

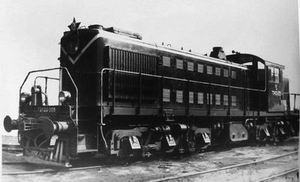
ТЭ1-20-001

В марте 1947 года завод выпустил первый советский послевоенный тепловоз, который получил первоначальное обозначение серии ТЭ1-20 — тепловоз с электрической передачей, 1-я модель, с нагрузкой от колёсных пар на рельсы 20 тонно-сил. Полное обозначение первого тепловоза было ТЭ1-20-001. В дальнейшем обозначение серии сократилось до ТЭ1. В том же году завод выпустил партию тепловозов данной серии для более подробных эксплуатационных испытаний. Тяговые генераторы строились на ХЭТЗ, а тяговые электродвигатели и электроаппаратура — на заводе «Динамо». ХЗТМ строил экипажную часть и кузова, на нём же проводилась и основная сборка. С 1949 года «Динамо» прекратил поставки электрооборудования для локомотивов, в связи с чем всё электрооборудование для ТЭ1 теперь выпускал ХЭТЗ. Таким образом, теперь все основные производственные мощности для выпуска ТЭ1 были сосредоточены в одном городе (Харьков). Тепловозы ТЭ1 выпускались серийно вплоть до 1950 года, после чего завод перешёл на выпуск более мощных тепловозов серии ТЭ2. Всего же, включая тепловозы ТЭ5, которые являлись модификацией ТЭ1, было построено 300 локомотивов. Учитывая, что ТЭ5 было 2, получается, что непосредственно ТЭ1 было 298 локомотивов. Ниже в таблице приведены данные о выпуске ТЭ1 по годам (ТЭ5 в таблицу не включены).
| Год  | Количество | Номера           |
| ---- | ---------- | ---------------- |
| 1947 | 25         | 001—025          |
| 1948 | 66         | 026—030, 033—093 |
| 1949 | 127        | 094—220          |
| 1950 | 80         | 221—300          |

## Конструкция

### Дизель
Первичным источником энергии на ТЭ1 является двигатель внутреннего сгорания модели Д50. Это шестицилиндровый четырёхтактный дизельный двигатель простого действия с бескомпрессорным распылением топлива и турбонаддувом по системе инженера Бюхи (англ. Buchi). Номинальная мощность двигателя составляет 1000 л. с. при номинальной частоте вращения вала 740±5 об/мин (минимальная — 270±15 об/мин). Его шесть цилиндров расположены вертикально и имеют диаметр 318 мм (12,5 дюймов), ход поршней составляет 330 мм (13 дюймов), а общий рабочий объём двигателя — 157,2 л. Цилиндры работают в следующем порядке: 1—3—5—6—4—2 (нумерация идёт со стороны регулятора). Материалом рамы двигателя, цилиндрового блока и крышек цилиндров является чугун марки СЧ 21-40, коленчатого вала — сталь марки 40Г, шатунов — сталь марки 30ХМА, поршней — алюминиевый сплав. Охлаждение двигателя осуществятся посредством воды, циркулирующей по каналам внутри блока.

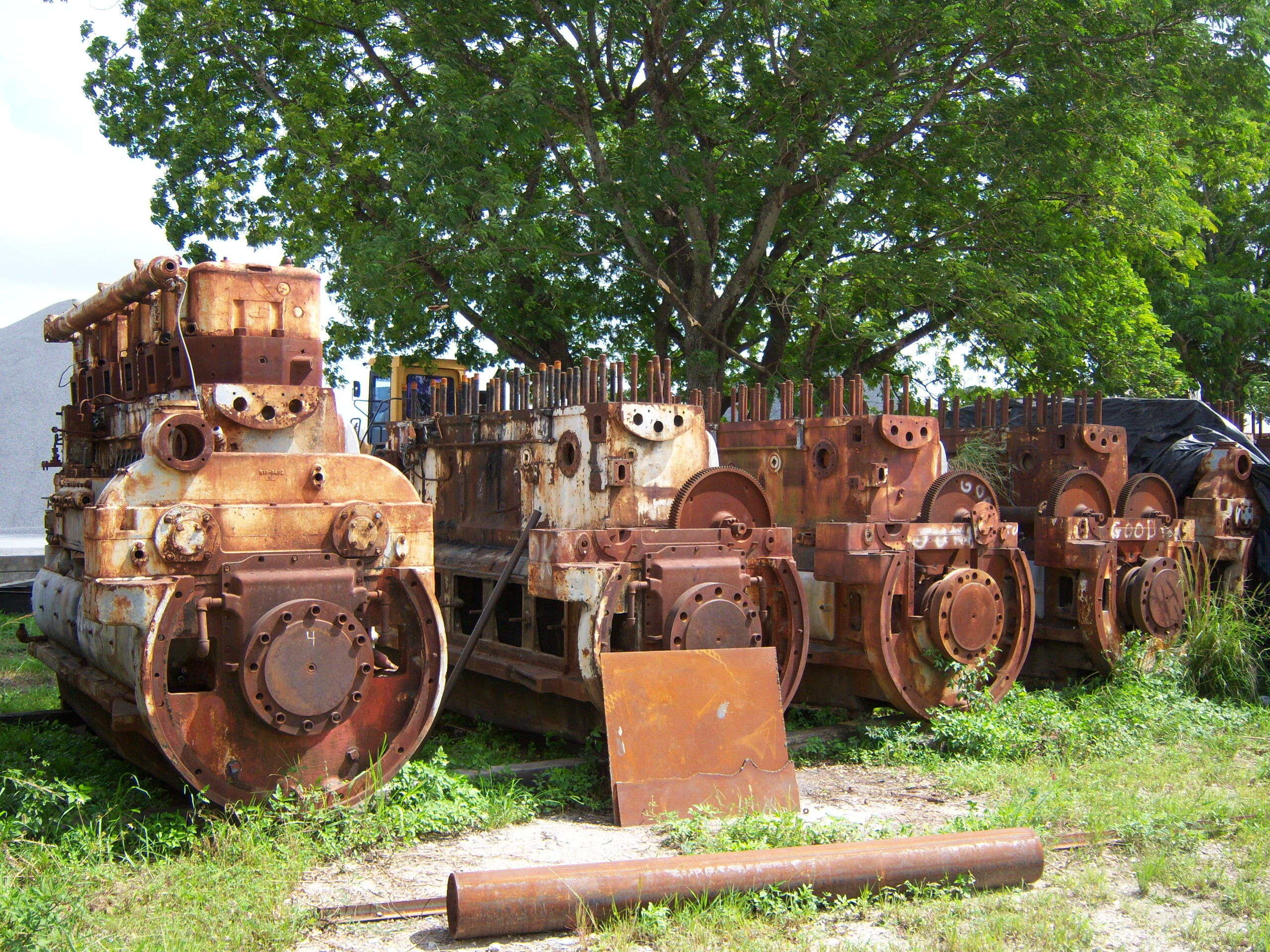
Несколько экземпляров дизеля ALCO 539T (со снятыми тяговыми генераторами), послужившего прототипом дизеля Д50

Пуск дизеля осуществляется при помощи главного генератора, который в этом режиме работает как электрический двигатель (для этого в нём есть специальная пусковая обмотка) с питанием от аккумуляторной батареи. Поддержание постоянства числа оборотов коленчатого вала на заданном режиме в условиях переменной нагрузки обеспечивается с помощью гидравлического регулятора. Машинист управляет дизелем с помощью контроллера, который через электромагнитные защёлки приводит в действие пневматический механизм регулятора числа оборотов. Частота обращения вала двигателя на 1—8 позициях контроллера меняется в диапазоне 270—740 об/мин.
Прототипом Д50 являлся американский дизельный двигатель модели 539T фирмы ALCO, имевший мощность от 810 до 1000 л. с. (в зависимости от модификации) Двигатель 539T был создан на базе двигателя 538T мощностью 660 л. с. и был оборудован турбонаддувом системы Бюхи, причём турбовоздуходувку ALCO выпускала по лицензии фирмы Elliott Manufacturing Company из города Жаннет (штат Пенсильвания). Дизели ALCO 539T выпускались на заводе в Оберне (штат Нью-Йорк), а с сентября 1949 года — канадским заводом MLW в Лондоне (провинция Онтарио). Помимо уже упомянутых тепловозов RS-1 и RSD-1, дизельные двигатели 539T ставились на такие модели, как RSC-1 (версия RSD-1 с четырьмя ТЭД), DL-109, S-2, S-4 и многие другие. Впоследствии на базе этого дизельного двигателя был создан двигатель модели 540T, который устанавливался на различных средних военных кораблях.
Сама базовая модель дизеля Д50, помимо ТЭ1, ставилась и на тепловозах ТЭ2 (см. ниже), а модернизированная версия — 2Д50, — на маневровых ТЭМ1. Дизель ПД2 мощностью 1200 л. с., который являлся «потомком» 2Д50, устанавливался на маневровых тепловозах ТЭМ2. Помимо локомотивов, дизели семейства Д50 широко применялись на судах. Так, в 1950 году был выпущен судовой дизель Д50С мощностью 660 кВт, который был установлен на отдельных судах, в том числе: «Атлант» (морской буксир), «Волга» (речной ледокол), «Генерал Ази-Асланов» (танкер), «Голиаф» (морской буксир), «Дон» (речной ледокол), «Чайка» (пассажирское судно). Судовой дизель 5Д50 мощностью 845 кВт устанавливался на китобойных судах типа «Мирный», а дизель 4Д50 мощностью 735 кВт широко применялся как судовой вспомогательный дизель-генератор. Дизель 1Д50 широко применялся в передвижных железнодорожных и стационарных электростанциях. В 1950-е годы выпуск харьковским заводом дизелей семейства Д50 достигал 30 штук в месяц.

### Электрооборудование

#### Силовая передача
Силовая передача служит для передачи развиваемой двигателем мощности к колёсным парам. Передача тепловоза ТЭ1 — электрическая и состоит из следующих узлов: тягового генератора постоянного тока типа МПТ-84/39, шести тяговых электродвигателей типа ДК-304 и комплекта вспомогательного оборудования. Якорь тягового генератора механически соединён с коленчатым валом дизеля. Тяговый генератор питает шесть тяговых электродвигателей, разделённых на две группы. Двигатели одной группы (то есть расположенные в одной тележке) соединены всегда последовательно; обе группы двигателей могут быть соединены последовательно, последовательно-параллельно и последовательно-параллельно с ослаблением поля. Передача от электродвигателей к колёсной паре — односторонняя, с цилиндрическими шестернями; передаточное число редуктора — 4,6875. Задний ход тепловоза осуществляется при помощи реверсора, изменяющего направление тока в обмотке возбуждения тяговых электродвигателей. Трогание и разгон поезда производятся при последовательном соединении тяговых электродвигателей; при скорости движения 7—11 км/ч производится автоматический переход на последовательно-параллельное соединение; при скорости движения около 24 км/ч автоматически включается ослабленное возбуждение. Максимальная скорость, соответствующая наиболее полному использованию мощности в режиме ослабленного возбуждения, составляет 40 км/ч.

#### Тяговый генератор
На тепловозе применён тяговый генератор модели МПТ-84/39. Это восьмиполюсный генератор постоянного тока защищённого исполнения с самовентиляцией и независимым возбуждением. По сравнению с аналогичными стационарными машинами генератор МПТ-84/39 имеет укороченный якорь, вал которого к тому же имеет лишь один роликовый подшипник — со стороны коллектора. На другом же конце вала установлен фланец, который с помощью болтов (12 штук) крепится к фланцу коленчатого вала дизеля. Станина генератора, в свою очередь, крепится к картеру дизеля. Таким образом, генератор и дизель образуют единую конструкцию. Для осмотра состояния щёточно-коллекторного узла в верхней части станины расположены три смотровых лючка. На внутренней же части станины установлены 8 главных и 8 дополнительных полюсов. На каждом главном полюсе расположены пусковая обмотка (три витка провода 1,95×90 мм, уложенные в один слой) и намотанная поверх неё обмотка независимого возбуждения (105 витков провода 4,1×6,9 мм, уложенные в 9 слоёв), которые конструктивно объединены в одну катушку. Катушки на дополнительных полюсах состоят из 7 витков провода 19,5×14 мм, уложенных в один слой.
Якорь представляет собой стальной вал (сталь марки СГ 150/140) с напрессованным на него сердечником. В 76 пазах сердечника уложена обмотка из 380 витков. При этом в каждом пазу уложено по 15 проводников (3 слоя по 5 в ряд) сечением 1,81×5,5 мм и соединённых по 3 параллельно. Коллектор состоит из 380 медных пластин, токосъём с которых обеспечивают 8 щёткодержателей. В качестве изоляции в катушках станины использованы миканит и прессшпан, а в обмотках якоря — дополнительно ещё слюда и асбест. Средний зазор между якорем и главными полюсами — 4 мм. Общий вес генератора в сборе составляет 4500 кг, из которых 1750 кг приходятся на комплект якоря, а 2750 кг — на вес комплекта станины. При номинальной частоте вращения 740 об/мин максимальная мощность генератора могла достигать 700 кВт при токе 1000 А и напряжении 700 В. Максимальное значение тока ограничено максимальной температурой нагрева обмоток (120 °C) и в длительном режиме составляет 1250 А (500 В, 625 кВт), в часовом — 1600 А (400 В, 640 кВт). При кратковременном режиме допускается ток до 1800 А.

#### Двухмашинный агрегат
Двухмашинный агрегат представляет собой две независимые электрические машины, смонтированные в одном корпусе: вспомогательный генератор и возбудитель. Вспомогательный генератор служит для питания обмоток возбудителя, зарядки аккумуляторной батареи, питания цепей управления и освещения. Возбудитель питает током обмотку независимого возбуждения тягового генератора; напряжение на выводах возбудителя автоматически изменяется в зависимости от силы тока тягового генератора с помощью обмоток возбуждения. Проектирование и постройка двухмашинного агрегата для тепловоза ТЭ-1 была поручена Харьковскому электромеханическому заводу; позднее он устанавливался также на тепловозы ТЭ2, ТЭМ1, ТЭМ2. Двухмашинный агрегат включает в себя вспомогательный генератор типа МВГ-21/11 и возбудитель типа МВТ-25/9. Вспомогательный генератор вырабатывает ток с постоянным напряжением 75 В, номинальной мощностью 5 кВт, имеет вес 385 кг. Возбудитель имеет номинальную мощность 3,6 кВт, номинальное напряжение 55 В.

#### Тяговые электродвигатели
На ТЭ1 устанавливались тяговые электродвигатели типа ДК-304 разработки завода «Динамо» имени Кирова. Это четырёхполюсные машины постоянного тока последовательного (сериесного) возбуждения, рассчитанные на опорно-осевое подвешивание и независимую вентиляцию. Изначально на тепловозах ставились ТЭД исполнения ДК-304А, но уже на испытаниях выявилась их недостаточная сила тяги. Тогда был увеличен диаметр якоря, а также повышено число витков обмотки возбуждения, что позволило повысить магнитный поток, а следовательно, и увеличить силу тяги. Полученный двигатель получил обозначение ДК-304Б. В дальнейшем был создан двигатель типа ДК-304В, в конструкции которого ряд узлов был переработан с целью улучшения и повышения надёжности. Все три модификации имели идентичные основные характеристики; наиболее распространёнными были электродвигатели типа ДК-304Б.
| Технические данные ТЭД типа ДК-304Б            | Технические данные ТЭД типа ДК-304Б     |
| Номинальные данные                             | Номинальные данные                      |
| ---------------------------------------------- | --------------------------------------- |
| Мощность, кВт                                  | 98                                      |
| Режим работы                                   | длительный                              |
| Напряжение, В                                  | 157                                     |
| Ток, А                                         | 725                                     |
| Частота вращения, об/мин                       | 270                                     |
| Максимальная частота вращения, об/мин          | 2200 (90 км/ч)                          |
| Кол-во продуваемого воздуха, м³/мин            | 25                                      |
| Якорь                                          |                                         |
| Число пазов                                    | 50                                      |
| Число секций                                   | 50                                      |
| Сторон секций в пазу                           | 6                                       |
| Витков в соединении                            | 1                                       |
| Схема соединений                               | петлевая                                |
| Размер меди для секции, мм                     | 2,1×8,6                                 |
| Сопротивление обмотки якоря, Ом                | при 20 °C — 0,008 при 100 °C — 0,0104   |
| Число пластин                                  | 150                                     |
| Шаг по пазам                                   | 1—13                                    |
| Шаг по коллектору                              | 1—2                                     |
| Кол-во уравнительных соединений                | 50                                      |
| Размер меди в уравнительных соединениях, мм    | 2,1×3,53                                |
| Шаг по коллектору для уравнительных соединений | 1—76                                    |
| Толщина миконита, мм                           | 0,8                                     |
| Глубина продораживания, мм                     | 1,5                                     |
| Главные полюсы                                 |                                         |
| Число катушек                                  | 4                                       |
| Размер меди, мм                                | 4,7×25                                  |
| Число витков в катушке                         | 23                                      |
| Соединение катушек                             | последовательно-параллельное            |
| Сопротивление обмотки главных полюсов, Ом      | при 20 °C — 0,00535 при 100 °C — 0,007  |
| Зазор между полюсом и якорем, мм               | 2,75                                    |
| Добавочные полюсы                              |                                         |
| Число катушек                                  | 4                                       |
| Размер меди, мм                                | 5,5×25                                  |
| Число витков в катушке                         | 21                                      |
| Соединение катушек                             | последовательно-параллельное            |
| Сопротивление обмотки главных полюсов, Ом      | при 20 °C — 0,00345 при 100 °C — 0,0045 |
| Зазор между полюсом и якорем, мм               | 4                                       |
| Разные данные                                  |                                         |
| Вес ТЭД без зубчатой передачи, кг              | 2530                                    |
| Вес якоря, кг                                  | 670                                     |

#### Электрические аппараты
Электрические аппараты в тепловозах предназначены для управления оборудованием, его защиты от ненормальных режимов и поглощения электрической энергии, а также для приведения в действие вспомогательных механизмов. На тепловоз ТЭ1 устанавливались следующие аппараты: контроллер машиниста типа КВ-15А, реверсор ПР-758А-1, электропневматические вентили, пневматические контакторы ПК-753А, электромагнитные контакторы различных типов, реле, регуляторы напряжения, предохранители, выключатели, сопротивления различных конструкций и прочее оборудование.

#### Аккумуляторная батарея
Аккумуляторная батарея в тепловозах служит для пуска дизеля и питания цепей освещения и управления при неработающем дизеле. Аккумуляторная батарея тепловоза ТЭ1 — свинцово-кислотная, типа 32-ТН-550. Применение кислотной батареи было продиктовано соображениями достижения большего коэффициента полезного действия, меньшей стоимости и лучшими условиями зарядки от постоянного тока. Батарея состоит из 32 аккумуляторов, соединённых последовательно. Пластины аккумуляторов — намазного типа, состоят из решёток, изготовленных из свинцово-сурьмяного сплава, в ячейках которых запрессована активная масса. Аккумуляторы монтируются в эбонитовых ёмкостях, закрываемых эбонитовыми крышками. Отдельные аккумуляторы монтируются в деревянные секции по 4 аккумулятора, с целью защиты от механических воздействий и удобства транспортировки и установки. Номинальная ёмкость батареи в 10-часовом разрядном режиме — 550 А·ч, сила разрядного тока — 55 А.

#### Освещение
Электрическое освещение тепловоза ТЭ1 выполнялось светильниками с лампами накаливания. Путь и сооружения перед тепловозом освещаются прожектором, установленным в верхней части каждой торцевой стенки. Мощность лампы прожектора — 500 Вт. Лампы прожекторов можно включать на яркий или тусклый свет; в режиме тусклого света в цепь лампы включается сопротивление. На передней и задней площадках тепловоза установлены по два буферных фонаря, каждый фонарь включается отдельно. Для получения красного света в буферный фонарь вставляли красное стекло.
Также на тепловозе было предусмотрено освещение кабины машиниста (1 лампа), освещение аккумуляторного отделения (4 лампы), высоковольтной камеры (2 лампы), машинного отделения (4 лампы и 2 розетки для переносных ламп). В кабине машиниста имелась подсветка приборов (6 последовательно включённых ламп, каждая лампа мощностью 10 Вт была рассчитана на напряжение 12 В).

### Механическая часть

#### Рама
Главная рама — цельнометаллическая несущая конструкция, воспринимающая вес кузовного оборудования и служащая для передачи тягового и тормозного усилий, динамических и ударных нагрузок, возникающих при движении тепловоза. Рама тепловоза ТЭ1 опирается через шесть опорных точек (два пятника и четыре скользуна) на две трёхосные тележки одинаковой конструкции. Рама тепловоза — сварной конструкции. Центральная часть рамы состоит из двух сварных балок двутаврового сечения. Хребтовые балки связаны между собой вертикальными и горизонтальными листами, по концам — стяжными ящиками, служащими для размещения ударно-тяговых приборов. К хребтовым балкам при помощи кронштейнов и продольных листов крепится обносной швеллер.
Достаточно просторная высоковольтная камера, которая к тому же имеет толстые стальные стенки, на самом деле есть не что иное, как бомбоубежище. Дело в том, что тепловозы RSD-1 (Да) были созданы уже в разгар Второй мировой войны. Поэтому конструкторы, с целью защитить локомотивную бригаду, создали на локомотиве бомбоубежище, в котором может разместиться сразу три человека и к которому есть доступ прямо из кабины. Данное помещение перешло и на ТЭ1, который создавался уже в начале холодной войны.

#### Кузов
На ТЭ1 применён кузов капотного типа, что обеспечивает хорошие условия видимости из кабины машиниста. Собственно, конструкция кузова состоит из пяти частей, соединённых между собой болтовыми соединениями:
- кузов над холодильной камерой;
- высоковольтная камера;
- аккумуляторное помещение;
- дизельное помещение;
- кабина машиниста.

Кузов над холодильником крепится к раме сваркой, а все прочие части являются съёмными, что обеспечивает возможность демонтажа расположенного под ними оборудования. При этом кабина машиниста приварена к топливному баку, поэтому снимается только вместе с ним. По обоим концам кузова крепятся песочницы. Крыша капота имеет три люка с крышками, обеспечивающие доступ к дизелю, а его боковые стенки — двери, обеспечивающие доступ к передаче.

#### Тележки

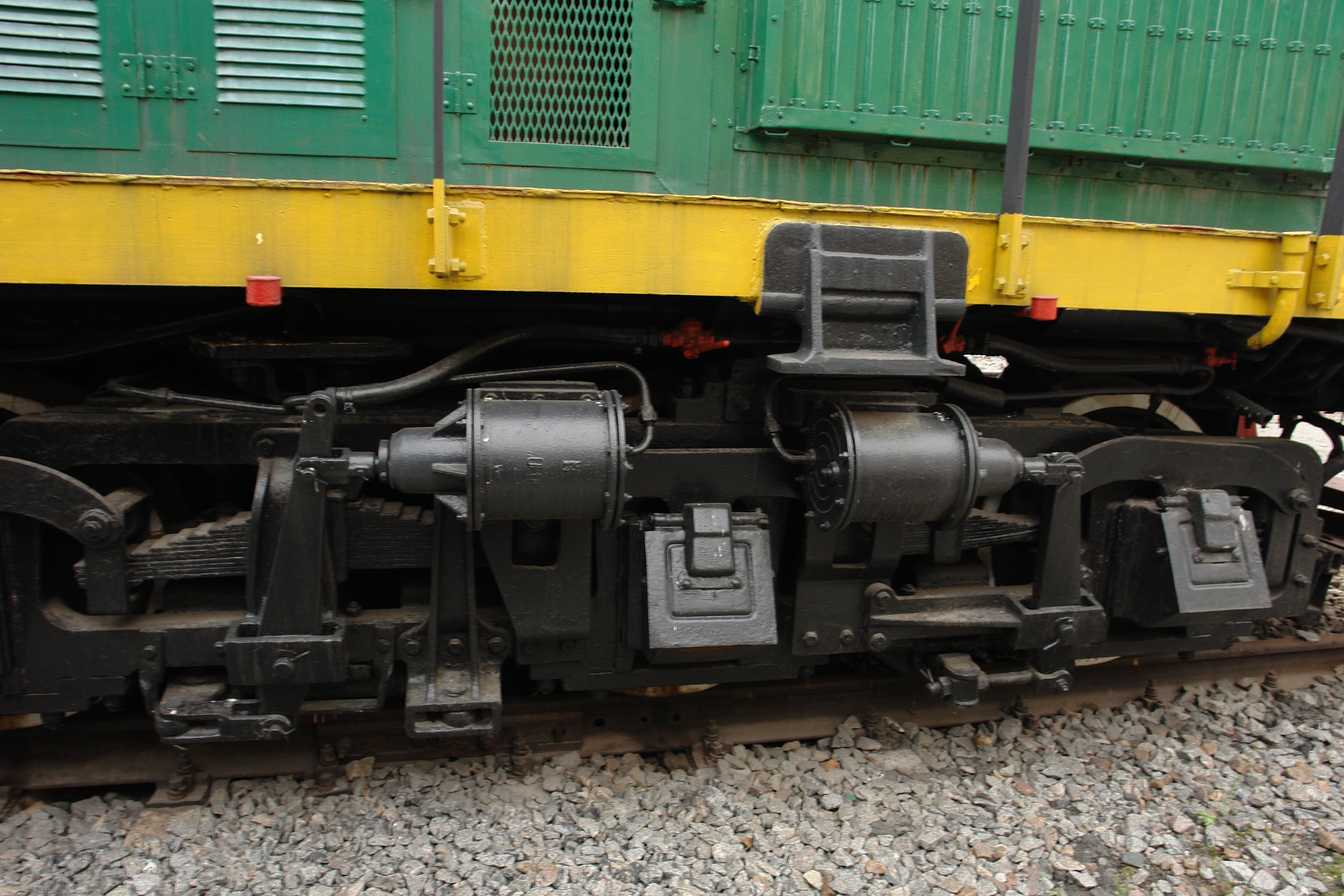
Тележка ТЭ1

Тележки тепловоза служат для передачи вертикальных нагрузок от веса всего прочего оборудования тепловоза на рельсы, создают во взаимодействии с рельсами тяговые и тормозные силы, направляют движение тепловоза в рельсовой колее. Тележки тепловоза ТЭ1 выполнены трёхосными, обе тележки имеют одинаковую конструкцию. Рама тележки изготавливается из стали по специальным условиям и состоит из двух продольных листов толщиной 102 мм, связанных между собой поперечными креплениями. Рамные листы имеют три буксовых окна. Колёсная пара состоит из шести элементов: оси, шестерни, двух колёсных центров, двух бандажей. Вес одной колёсной пары составляет 2080 кг. Диаметр бандажей по кругу катания — 1014 мм (начиная с ТЭ1-122 — 1050 мм). База тележки — 3430 мм, подвешивание тележки — рессорное, двухточечное, сохраняющее устойчивость за счёт передачи нагрузки на тележку в трёх точках.
В связи с тем, что в пространстве между первой (по ходу движения) и второй осью тепловоза устанавливается один тяговый электродвигатель, а между второй и третьей — два, расстояние между осями составляет 1525 мм и 1905 мм соответственно. Таким образом, тяговые электродвигатели первой, второй и четвёртой осей расположены сзади колёсных пар, а электродвигатели третьей, пятой и шестой осей — впереди, вследствие чего при движении увеличивается необрессоренная нагрузка на третью, пятую и шестую оси и уменьшается на первую, вторую и четвёртую.

### Системы
Топливная система тепловоза предназначена для питания двигателя топливом, его хранения и очистки. Топливная система включает в себя верхний и нижний топливные баки объёмом 3250 и 2800 л соответственно, топливоподкачивающий насос, щелевой и войлочный фильтры очистки, топливный коллектор, топливные насосы и систему трубопроводов. Экипировка тепловоза топливом производится через горловины верхнего бака, расположенные по обеим его сторонам. Топливо засасывается подкачивающим насосом, проходит фильтрацию, после которой поступает в коллектор, а затем — в секцию топливных насосов, подающих его под давлением в форсунки цилиндров двигателя. Запас топлива в тепловозе — 5150 л.
Система охлаждения предназначена для охлаждения дизельного двигателя и состоит из холодильника, теплообменника масла дизеля, водяного бака, насосов и системы трубопроводов. Система охлаждения дизеля Д50 постоянно заполнена водой, образование воздушных и паровых мешков исключается наличием расширительного бака, компенсирующего утечки воды. Вода при помощи всасывающего насоса подаётся через патрубки к цилиндровым втулкам, а затем — к цилиндровым крышкам, охлаждает их, после чего поступает в коллектор горячей воды, из которого подаётся в холодильник, а затем — снова к насосу. Запас воды в системе охлаждения — 945 л.
Масляная система предназначена для хранения, очистки и охлаждения масла и подвода его ко всем трущимся частям дизеля. Система включает в себя масляный бак, масляный и маслопрокачивающий насосы, фильтры грубой и тонкой очистки, холодильник и систему трубопроводов с клапанами и вентилями. Из масляной ванны картера дизеля масло засасывается при помощи насоса в секции холодильника, где происходит его охлаждение. Далее масло проходит очистку через щелевые фильтры и снова поступает к двигателю. Запас масла в системе — 320 кг.
Песочная система предназначена для хранения и подачи песка под движущие колёсные пары для улучшения их сцепления с рельсами. Песочные бункеры передней и задней песочниц расположены попарно и служат для хранения песка. В нижней части бункеров имеется отверстие для подачи песка к форсункам, подающим его под давлением воздуха, создаваемым воздухораспределителем, на рельсы. На тепловозе имеется восемь форсунок, четыре из которых используются при ходе вперёд, ещё четыре — при ходе назад. Подача песка осуществляется под переднюю (по ходу движения) колёсную пару каждой тележки; каждая сторона тепловоза обслуживается отдельными форсунками. Запас песка — 1200 кг.

### Тормозное оборудование
Тормозная система тепловоза — рычажная, двухсторонняя, колодочного типа. Сила тормозного нажатия колодок на ось тепловоза — 12 тс. Тормозящими являются все 6 осей тепловоза. Тепловоз имеет три воздушные магистрали: тормозную, питающую и вспомогательную. Питание тормозной системы производится от компрессора; каждая тележка имеет четыре тормозных цилиндра, которые располагаются снаружи рам. Сжатый в цилиндрах низкого давления воздух прогоняется через холодильник, затем поступает в главные резервуары и в воздухосборник, откуда направляется к приборам и крану машиниста. Пройдя кран, воздух поступает в тормозную магистраль. Предусмотрен вспомогательный тормоз, позволяющий впускать воздух в тормозные цилиндры через вспомогательную магистраль, минуя воздухораспределитель.
Первоначально на тепловозах устанавливались компрессоры ЗСБ, аналогичные по конструкции с компрессорами тепловозов Да. В дальнейшем вместо них стали устанавливать двухступенчатые компрессоры 1 КТ. Компрессор имеет два цилиндра низкого и один цилиндр высокого давления; цилиндры лежат под углом 55° к вертикальной оси. Головки шатунов всех трёх поршней компрессора обхватывают одну общую мотылёвую шейку коленчатого вала, который вращается на двух шариковых подшипниках. Насос компрессора типа 1 КТ приводится в действие от генератора через муфту. Ход поршней у компрессора составляет 144 мм, диаметр цилиндров низкого давления — 198 мм, диаметр цилиндров высокого давления — 140 мм. Производительность компрессора — 5,5—5,8 м³/мин. В комплекте тормозного оборудования — также кран машиниста № 184 системы Ф. П. Казанцева, воздухораспределитель № 135 системы И. К. Матросова и другое оборудование. В системе предусмотрено наличие двух главных резервуаров общим объёмом 2×0,75 м³ и двух запасных объёмом 2×0,09 м³. На каждом конце тепловоза расположено по три концевых крана каждой магистрали.

### Органы управления

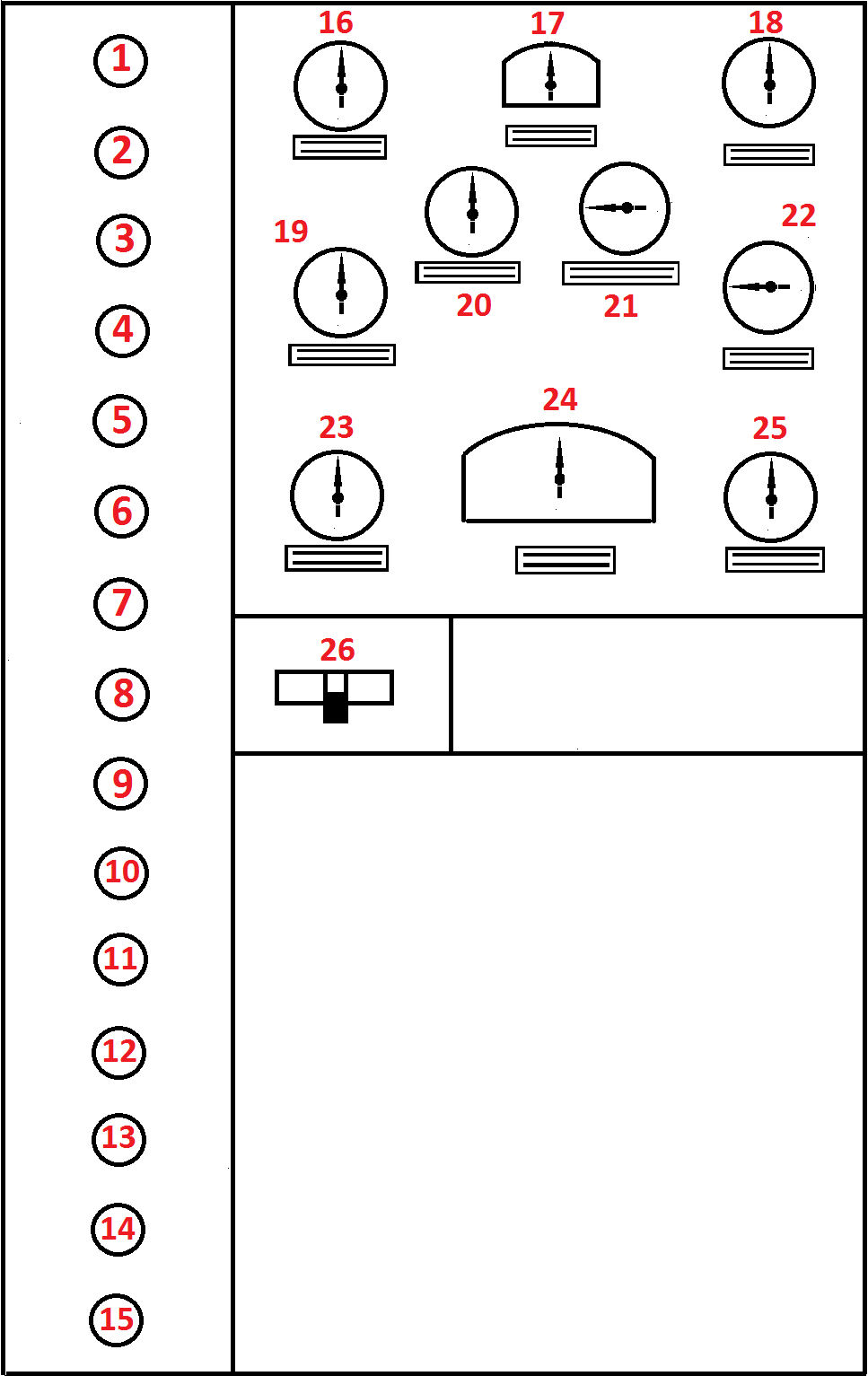
Расположение кнопок и приборов на пульте управления.

Органы управления тепловозом размещены на посту управления в кабине машиниста. Для управления тепловозом были предусмотрены: контроллер машиниста типа КВ-15А с главной и реверсивной рукоятками; кнопочная панель, имеющая кнопки для включений пуска, управления электрическими машинами и прожекторов; переключатель соединения электродвигателей; кран машиниста № 184 воздушного тормоза; кран прямодействующего тормоза; рукоятка тифона; рукоятка от верхних жалюзи холодильника; ручка рубильника аккумуляторной батареи; педаль подачи песка. На 1—8 позициях контроллера частота вращения вала дизеля составляла соответственно 270, 355, 430, 495, 555, 615, 675 и 740 об/мин. Для контроля за работой агрегатов на посту управления размещались: манометры давления воздуха, масла и топлива, аэротермометры воды и масла, амперметр аккумуляторной батареи.

## Испытания
Тепловоз ТЭ1-20-001 первоначально был отправлен на Московский железнодорожный узел, где прошёл ряд обкаток и испытаний. Туда же была направлена и первая партия тепловозов. Позже для испытаний в условиях поездной работы в 1948—1949 годах несколько тепловозов поступили на Московско-Курскую железную дорогу в депо Москва-Техническая (ст. Каланчёвская). В то же время на экспериментальном кольце ЦНИИ были проведены подробные испытания с целью получения технических, тяговых и других специфических данных тепловозов ТЭ1. По их результатам выяснилось, что при мощности дизеля 1000 л. с. непосредственно на ободе колёс реализуется мощность около 770 л. с., а 23 %, то есть почти четверть, от общей мощности дизеля расходовались на привод вспомогательных машин (компрессор, вентиляторы ТЭД и холодильника), а также на покрытие потерь в электропередаче. Также выяснилось, что мощность дизеля эффективно использовалась лишь при скоростях от 10 до 40 км/ч, а в зоне более высоких скоростей происходило падение выходной мощности из-за ограничения по максимальному ослаблению магнитного поля ТЭД в зоне малых токов. Таким образом, тепловоз ТЭ1 унаследовал основной недостаток своего прототипа — малый диапазон скоростей, при котором используется полная мощность дизеля. Удельный расход топлива в зоне от 10 до 35 км/ч составлял 240 г/л. с.⋅ч, что соответствовало КПД тепловоза в целом 28 %. При дальнейшем увеличении скорости удельный расход топлива возрастал.
В 1947 году один из первых тепловозов ТЭ1 был отправлен на станцию Люблино-Сортировочное для испытаний на сортировочной работе на горках и вытяжных путях. Целью являлось определение эффективности замены работавших в то время на манёврах паровозов Эу тепловозами. В результате выяснилось, что эффективность горок при переводе на обслуживание тепловозами повышается на 20—40 %, при этом затраты только лишь по топливу и локомотивным бригадам снижаются на 50—70 %. Позже, в связи с появлением на магистралях более мощных тепловозов ТЭ2, ТИИЖТ на станции Арыс провёл более детальные исследования ТЭ1 в условиях нормальной эксплуатации на горочной работе, по результатам которых было установлено, что производительность горок возросла на 50 % при сокращении расходов на топливо в денежном выражении в 4—5 раз. Общие же расходы на 1 час работы сократились на 35—40 %, по сравнению с паровозами. При этом институт отметил, что эффект от замены на манёврах паровозов тепловозами может быть значительно выше, так как ТЭ1 не полностью соответствует требованиям, предъявляемых к маневровым локомотивам.

## Эксплуатация
Первые тепловозы, как уже было упомянуто выше, отправлялись на Московско-Курскую железную дорогу. Остальные прежде всего отправлялись на Ашхабадскую железную дорогу, где ещё в конце 1930-х годов была создана развитая тепловозная база «Ашхабад». С 1948 года ТЭ1 начали отправлять на Орджоникидзевскую и Рязано-Уральскую (депо Баскунчак и Палласовка) железные дороги для работы на участках в Поволжье, Казахской ССР и Средней Азии, где наблюдались сложности с водоснабжением. С 1953 года дороги были реформированы, в результате чего Рязано-Уральская железная дорога перестала существовать, а депо Верхний Баскунчак и Палласовка стали относиться к Приволжской железной дороге.

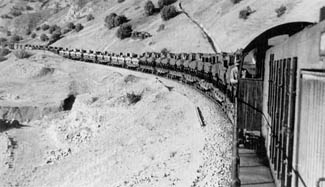
Под грузовым поездом

Массовый выпуск ТЭ1 и их эксплуатация в отрыве от места производства довольно быстро привели к решению о создании специальной базы по капитальному ремонту тепловозов. С учётом, что ТЭ1 на то время эксплуатировались в прикаспийском регионе, местом создания первого в стране тепловозоремонтного предприятия была выбрана Астрахань. Строительство было начато в 1948 году, а 4 июля (по другим данным — 9 июля) 1953 года Астраханский тепловозоремонтный завод начал свою работу. 31 марта 1954 года Астраханский ТРЗ выпустил свой первый отремонтированный тепловоз — ТЭ1-20-105, а в 1958 году был принят в постоянную эксплуатацию.
В течение эксплуатации, на ранних ТЭ1 тележки были переделаны под колёсные пары с диаметром поверхности катания 1050 мм, вместо 1014 мм. Также тепловозы регулярно модернизировались, в том числе оборудовались системами АЛС и радиосвязи, проводились работы по продлению ресурса дизеля, а также старались максимально унифицировать оборудование тепловозов ТЭ1 и Да. А в конце 1950-х годов по просьбе руководства железных дорог Средней Азии и Казахстана были разработаны проекты, по которым началась переделка тепловозов ТЭ1 и Да для возможности работы по СМЕ. Особенное распространение такие сдвоенные тепловозы получили на Ашхабадской и Приволжской (участки под Астраханью) железных дорогах, где были повышены весовые нормы поездов, а более современные тепловозы ТЭ2 не могли с ними справиться из-за меньшего сцепного веса (166 против 2×123,9 т).
С 1956 года началось крупносерийное производство тепловозов ТЭ3 мощностью 2×2000 л. с., заменивших ТЭ1 и ТЭ2 на ряде участков и ставших основной серией вне электрифицированного полигона. В связи с этим, в конце 1950-х значительное число ТЭ1 было направлено на Московский железнодорожный узел, где заменяли паровозы на маневровой работе. Уже в 1957 году ТЭ1 полностью заменили паровозы Э на станции Люблино-Сортировочное, а в 1958 году — паровозы ОВ и Щ на Московско-Окружной дороге. В том же (1958) году тепловозы ТЭ1 заменили паровозы Э на манёврах у Ярославского вокзала, а позже на станции Лосиноостровская заменили Э на горочной работе и СО на передаточной. С 1961 года ТЭ1 вместо паровозов С водили пригородные поезда Мытищи — Пирогово вплоть до 1963 года, когда их сменили электропоезда. А на участке Софрино — Красноармейск ТЭ1 и вовсе водили пригородные поезда до 1970-х. На Большом Окружном кольце Москвы эти тепловозы водили пассажирские поезда вплоть до электрификации (1960-е), после чего в 1967 году вместо паровозов Су начали водить пригородные поезда на участке Вербилки — Савёлово.
С конца 1960-х ТЭ1 начали заменяться уже на маневровой и пригородной работе более современными маневровыми тепловозами ТЭМ2 и ЧМЭ3. В связи с этим, тепловозы ТЭ1 начали передаваться либо на промышленные предприятия, либо в путевые станции, либо списываться. К концу 1980-х — началу 1990-х эксплуатация всех тепловозов ТЭ1 на советских железных дорогах была прекращена.
Помимо этого, имеется ряд свидетельств, включая фотографии, свидетельствующих о покупке тепловозов ТЭ1 Монголией.

## Сохранившиеся тепловозы

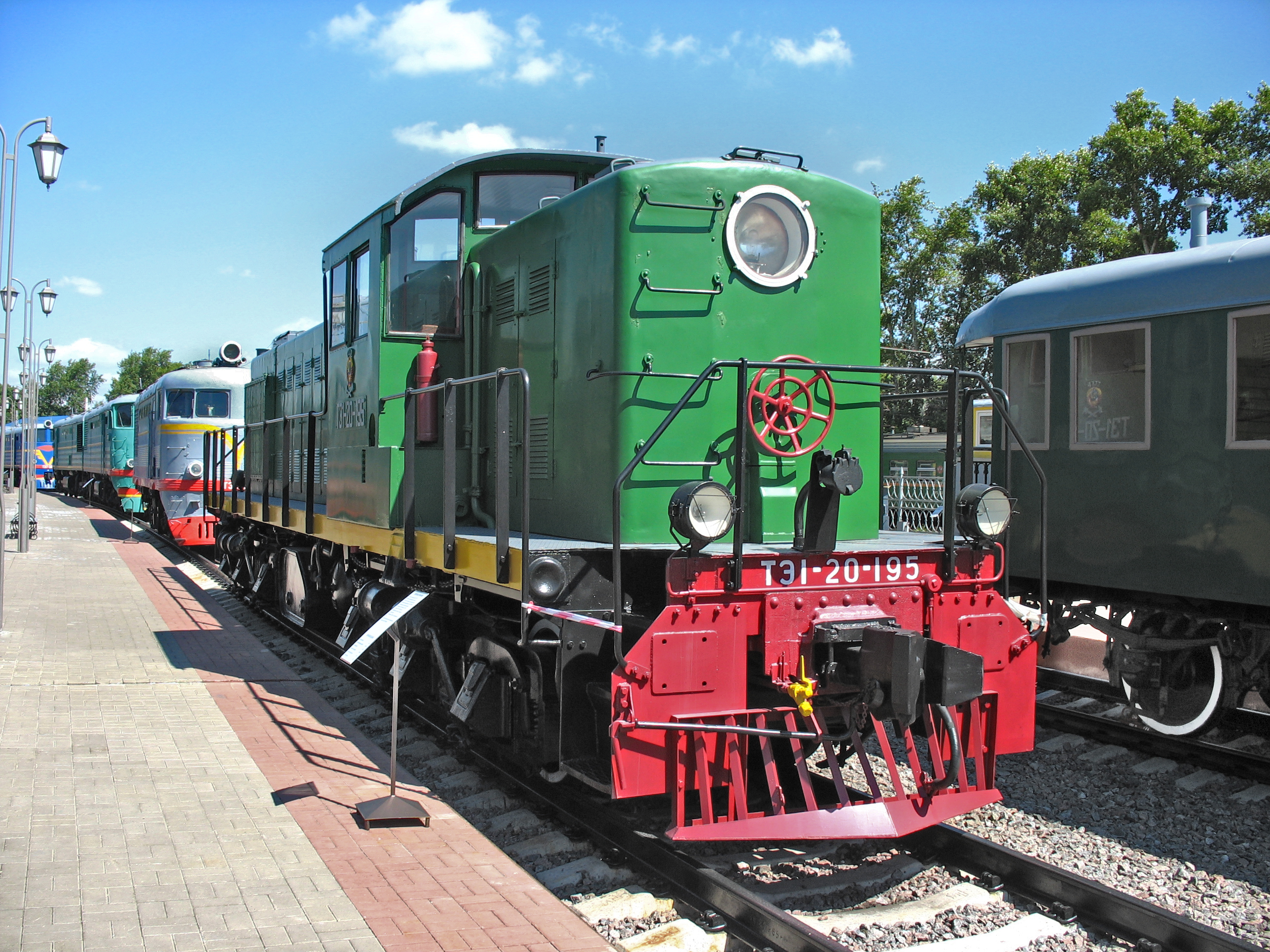
ТЭ1-20-195 в Музее истории развития железнодорожного транспорта Московской железной дороги

Начиная с конца 1980-х были предприняты попытки сохранить отдельные ТЭ1. В частности, уже в 1989 году на выставке «Железнодорожный транспорт-1989» в Щербинке тепловоз ТЭ1-20-165 был представлен в одном ряду с паровозами как музейный экспонат. На 2012 год в железнодорожных музеях хранятся следующие экземпляры:
- ТЭ1-20-068 — Ташкентский музей железнодорожной техники (Узбекистан)[76]
- ТЭ1-20-135 — музей Октябрьской железной дороги (Россия)[77]
- ТЭ1-20-165 — Брестский железнодорожный музей (Беларусь)[77]
- ТЭ1-20-168 — Железнодорожный музей Дунд-Гол (Монголия)[77]
- ТЭ1-20-195 — музей истории железнодорожной техники Московской железной дороги (Россия)[77]

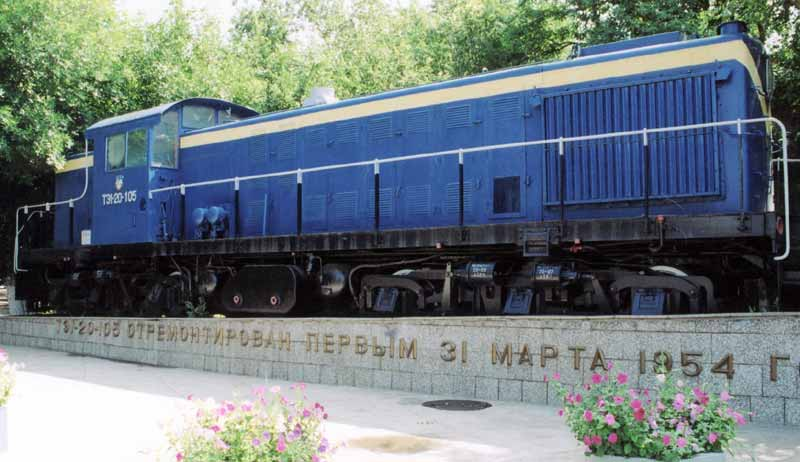
Памятник ТЭ1-20-105, установленный возле проходной Астраханского ТРЗ

Также известны следующие тепловозы-памятники ТЭ1:
- ТЭ1-20-105 — возле проходной Астраханского ТРЗ (Россия)
- номер неизвестен — Кунград (Узбекистан)[78]
- номер неизвестен — Казалинский тепловозоремонтный завод (Казахстан)

## Тепловозы, созданные на базе ТЭ1
Созданный вскоре после войны в период восстановления страны, тепловоз ТЭ1, при всех своих недостатках, оказался достаточно эффективным и работоспособным. Поэтому не случайно, что вскоре в Советском Союзе развернулось создание новых тепловозов, причём многие из них, что логично, были созданы на основе конструкции ТЭ1.

### ТЭ5

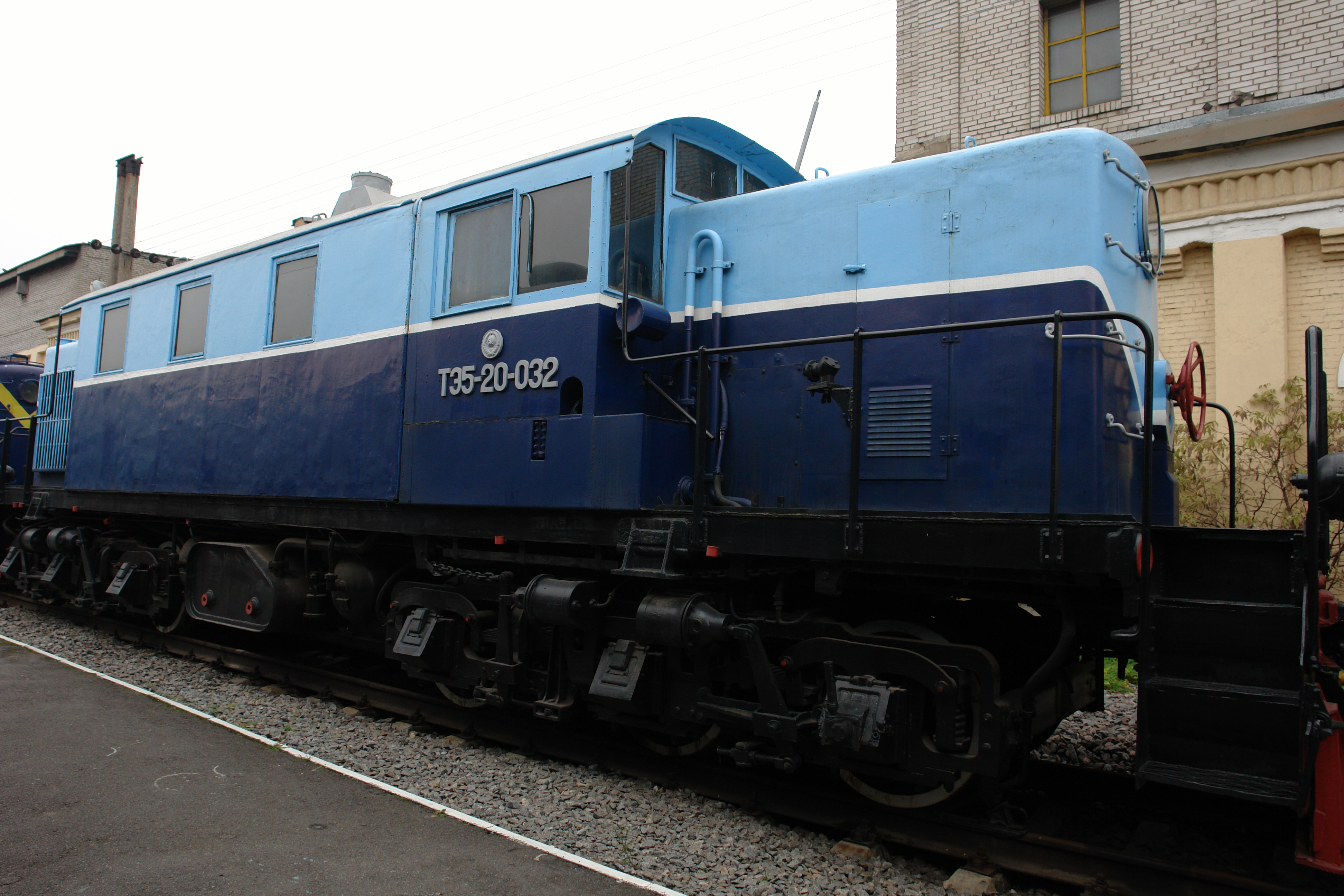
Тепловоз ТЭ5

Во время эксплуатации тепловозов ТЭ1 на участках, пролегающих по районам с суровым климатом, выяснилось, что при низких температурах из-за капотного кузова осложняется обслуживание дизель-генераторной установки, аккумуляторной батареи, трубопроводов и прочего внутрикузовного оборудования, так как они отделены от окружающей среды лишь листовым металлом. Тогда в 1948 году Харьковский завод выпустил два (по некоторым неподтверждённым данным — 5) тепловоза, которые получили обозначение серии ТЭ5 и номера 031 и 032. На этих тепловозах были установлены кузова вагонного типа, что улучшило условия эксплуатации дизель-генератора и ряда оборудования. Также секции холодильника были оборудованы мягкими капотами, а вентиляционные отверстия тяговых электродвигателей закрыты специальными сетками, исключающими попадание внутрь них снега. В кузове были установлены небольшие паровые котлы, предназначенные для отопления кабины машиниста и машинного отделения при неработающем дизеле. Во всём остальном тепловозы ТЭ5 были идентичны ТЭ1, так как фактически являлись его разновидностью. В связи с прекращением выпуска ТЭ1, тепловозы ТЭ5 больше не строились.

### ТЭ2
Уже к концу 1940-х годов увеличение веса поездов привело к тому, что мощности тепловозов ТЭ1 стало недостаточно. Тогда в ЦНИИ начались разработки новых, более мощных тепловозов. Изначально рассматривались проекты двухсекционных двенадцатиосных тепловозов мощностью 3000—3500 л. с., для чего планировалось спроектировать и построить дизели мощностью 1700 л. с., с доведением в дальнейшем их мощности до 2000 л. с. Однако в этом случае разработка нового тепловоза затянулась бы на 5 лет, тогда как Пленум Научно-технического совета МПС требовал скорейшего решения вопроса об увеличении мощности тепловозов. В результате проекты тепловозов, для которых требовалась разработка новых дизелей, пришлось временно отклонить. Был предложен проект односекционного тепловоза типа 1-40+40−1 мощностью 2000 л. с., на котором предусматривалась установка двух дизелей Д50 мощностью по 1000 л. с., как на выпущенном до войны Ээл8. Однако в этом случае было необходимо разработать и построить четырёхосные локомотивные тележки, а для рамы требовались специальные швеллеры. В результате и этот проект пришлось отклонить.

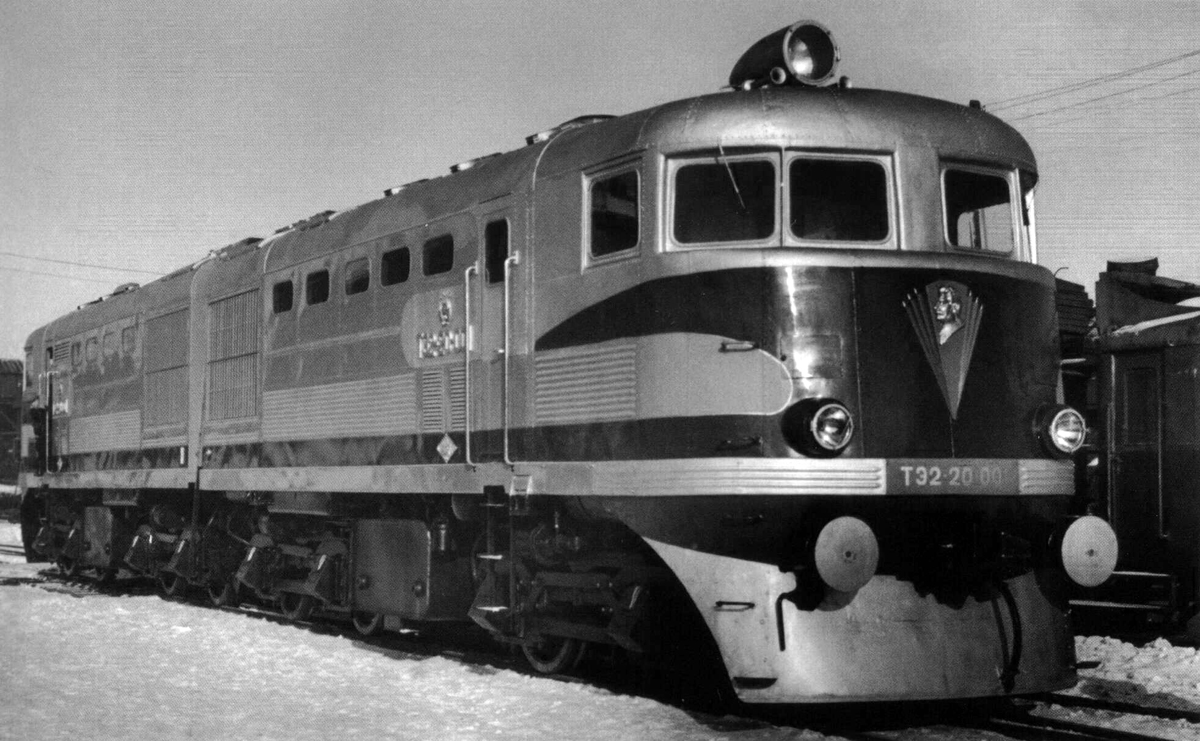
Тепловоз ТЭ2-20-001

Тогда после долгого обсуждения был выбран наиболее удобный вариант: восьмиосный двухсекционный тепловоз (две четырёхосные секции) мощностью 2×1000 л. с. с применением дизель-генераторных установок тепловоза ТЭ1. В конце 1948 года Харьковским заводом был построен первый тепловоз, который получил обозначение ТЭ2, а в начале следующего года он поступил на железные дороги. По сравнению с двумя сцепленными ТЭ1, ТЭ2 при той же мощности был на 74 тонны легче, почти на 10 метров короче, а изготовление одной секции было на 15 % ниже по трудоёмкости, нежели ТЭ1. Оборудование тепловоза ТЭ2 было практически таким же, как на ТЭ1, но сокращение числа тяговых электродвигателей, приходящихся на одну дизель-генераторную установку, с 6 до 4 позволило более полно использовать её мощность. Благодаря этому, мощность ТЭД повысилась с 98 до 152 кВт, что повлекло повышение скорости движения в продолжительном режиме до 17 км/ч, а также снизило удельный расход топлива. Расположение оборудования в достаточно просторном и утеплённом кузове позволило улучшить условия его обслуживания и эксплуатации. В 1952 году конструкторам и инженерам, участвовавшим в создании ТЭ2 и организации его выпуска, была присуждена Сталинская премия второй степени. С 1950 года ТЭ2 строились серийно и выпуск их продолжался вплоть до 1955 года, а всего было построено 528 тепловозов данной серии. В том же году Харьковский завод перешёл на серийный выпуск двенадцатиосного двухсекционного тепловоза ТЭ3 мощностью 2×2000 л. с.

### ТЭ1Г

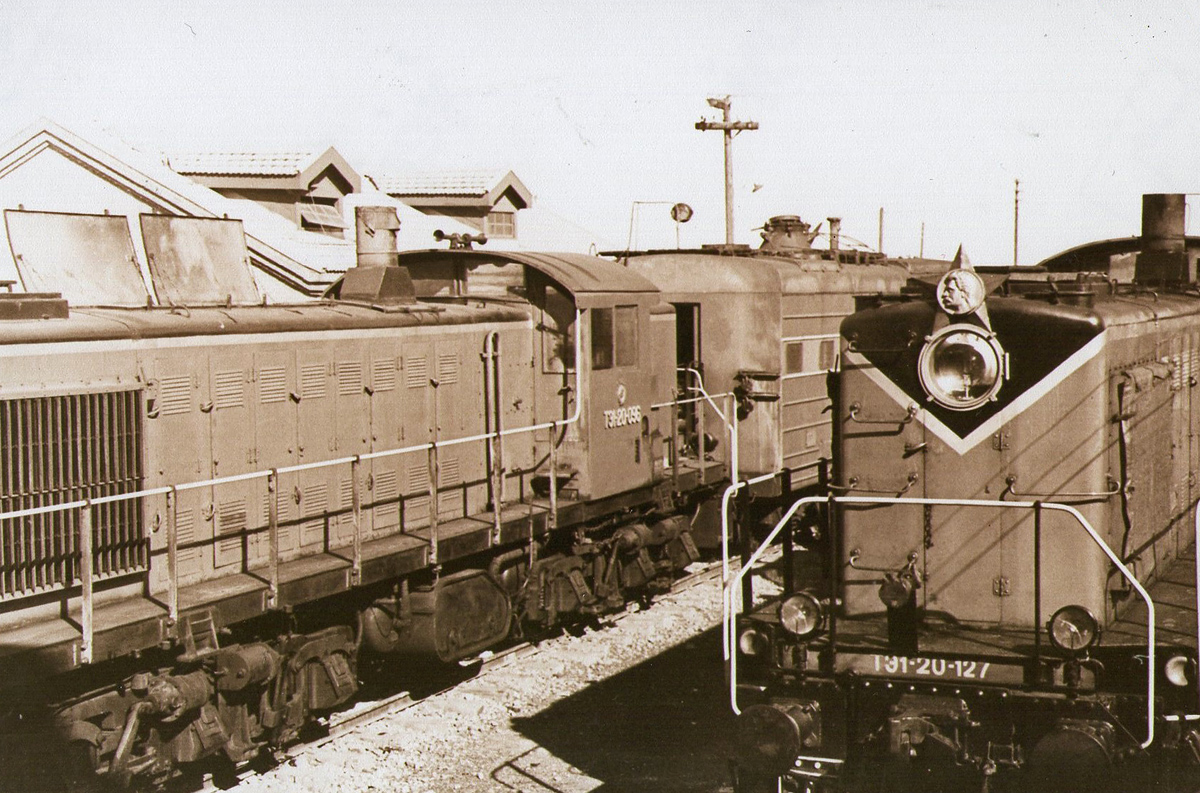
ТЭ1^{Г} № 096 и 127 на испытаниях в КНР

Начиная со второй половины 1930-х годов, когда нефтедобывающая и нефтеперерабатывающая промышленности ещё были недостаточно развиты, советскими учёными проводились исследования по решению вопроса о возможности работы двигателей внутреннего сгорания на твёрдом топливе. В 1950 году ЦНИИ разработал проект газогенераторного тепловоза ТЭ1, по которому в том же году был переделан ТЭ1-20-187, получивший новое обозначение серии — ТЭ1Г. В отличие от обычных ТЭ1, у ТЭ1Г двигатель работал на смешанном топливе: 15—25 % теплоты давало жидкое топливо, 75—85 % — газ, генерируемый из твёрдого топлива (антрацит) в специальной газогенераторной установке, в свою очередь расположенной в прицепленной к тепловозу четырёхосной секции. После завершения заводских испытаний, в конце 1951 года ТЭ1Г−20-187 был направлен для испытаний на Приволжскую дорогу в депо Верхний Баскунчак, где показал удовлетворительные результаты. В связи с этим, Улан-Удэнский паровозовагоноремонтный завод по проекту ЦНИИ (ВНИИЖТ) переоборудовал на смешанное отопление ещё 15 тепловозов ТЭ1: 5 (№ 114, 146, 176, 209, 210) в 1952 году, и 10 (известно, что среди них были № 90—96) — в 1954. Все они поступили на Приволжскую дорогу.
Несмотря на удовлетворительные результаты, ТЭ1Г в условиях реальной эксплуатации имели куда больший расход жидкого топлива, нежели на испытаниях, причём максимальный пробег без пополнения запасов у них составлял всего 500 км, против 1200 км у обычных ТЭ1. К тому же генерируемые установкой газы были насыщены угольной пылью, которая, действуя как абразив, приводила к повышенному износу дизелей, а также вызывала коррозию газовых трактов. Поэтому к концу 1950-х ТЭ1Г начали переделываться в обычные ТЭ1, либо отстраняться от работы. В 1959 году по просьбе КНР на её железных дорогах были проведены совместные советско-китайские испытания двух тепловозов: ТЭ1Г−20-096 и ТЭ1Г−20-127. В качестве твёрдого топлива использовался антрацит из китайских месторождений. По окончании испытаний Министерство транспорта КНР приобрело один из этих тепловозов.
Тем временем, с 1956 года начался массовый выпуск тепловозов ТЭ3 с двухтактными дизельными двигателями 2Д100. Возможность работы на газе двухтактных дизелей требовала проведения дополнительных исследований, но эти испытания уже стали не актуальны, так как советская нефтеперерабатывающая промышленность на тот момент была достаточно развита, в связи с чем проблема снабжения железных дорог дизельным топливом была в основном решена. Всё это вместе с конструктивными и технологическими недостатками привело к тому, что работы по доводке газогенераторных тепловозов были прекращены на несколько десятилетий.

### ТЭМ1

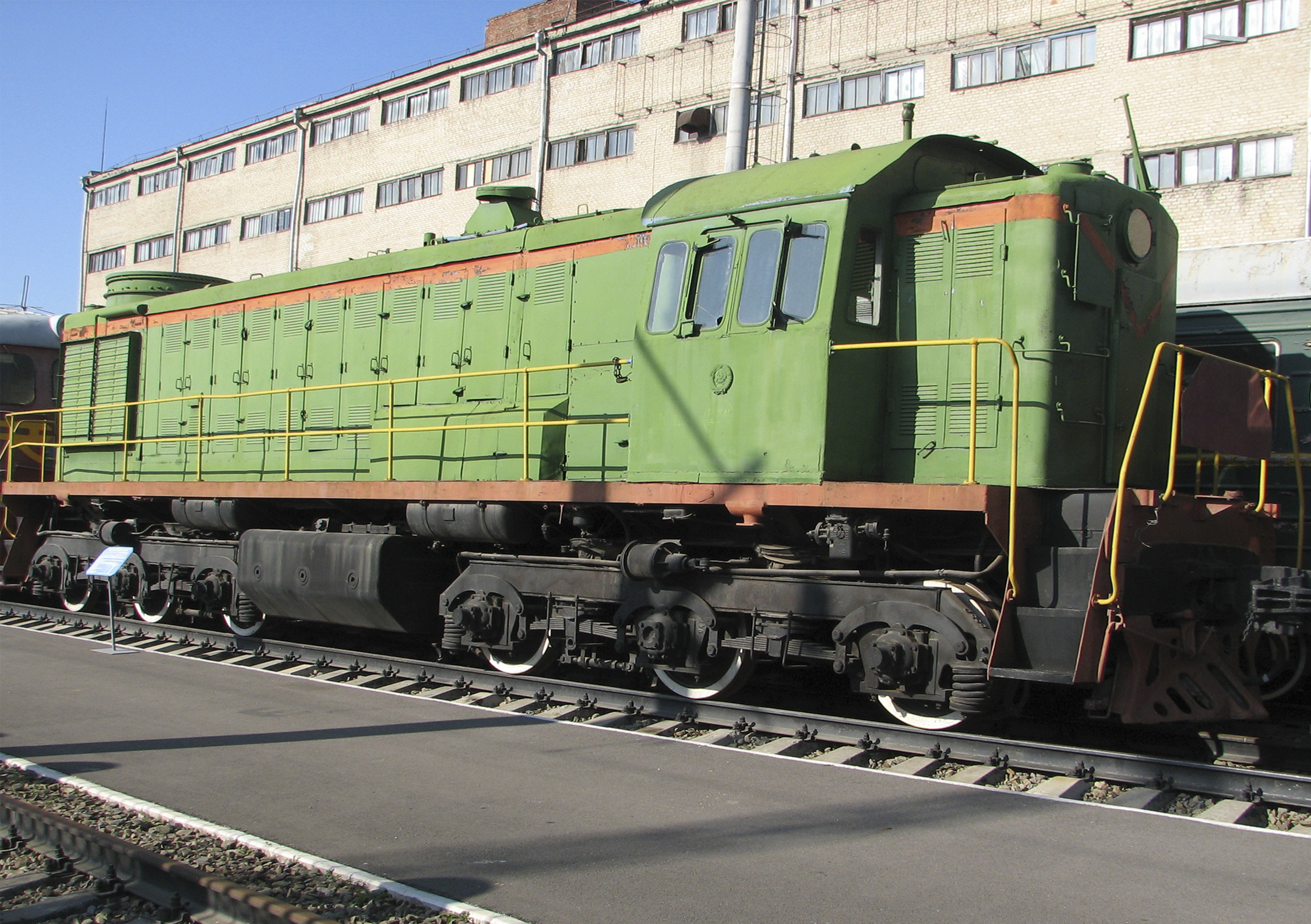
Тепловоз ТЭМ1 раннего выпуска

19 июля 1958 года Брянский машиностроительный завод выпустил первый маневровый тепловоз серии ТЭМ1. Это был первый в стране серийный маневровый тепловоз с электропередачей, и при его создании конструкторы учли, что к тому времени на маневровой работе было задействовано значительное количество тепловозов ТЭ1. В результате от ТЭ1 тепловоз ТЭМ1 заимствовал кузов с практически всем внутрикузовным оборудованием, хотя и с некоторыми изменениями, включая скосы боковых стенок кабины (но начиная со второго выпуска их стали делать вновь прямыми) и дизелем 2Д50, являющегося модификацией Д50 (изменён профиль кулачков газораспределительного вала и конструкция воздуходувки). Экипажная часть, включая тележки и тяговые электродвигатели (ЭДТ-200Б), была заимствована от тепловоза ТЭ3, который в то время выпускался рядом заводов. Таким образом, тепловоз ТЭМ1 по конструкции представляет собой гибрид, у которого верх взят от ТЭ1 (из-за чего в литературе встречается даже обозначение ТЭ1М), а низ от ТЭ3. Такое решение позволяло быстро наладить серийное производство, к которому Брянский завод приступил в том же году. Тепловозы ТЭМ1 строились вплоть до 1968 года, а всего было выпущено 1946 локомотивов. В том же году завод перешёл на крупносерийное производство тепловоза серии ТЭМ2 (первые тепловозы серии были выпущены в 1960 году), являющегося усиленной версией ТЭМ1.

## ТЭ1 и десталинизация

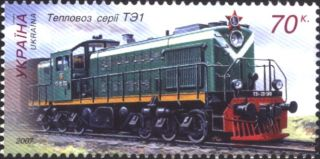
На почтовой марке Украины (2007 год)

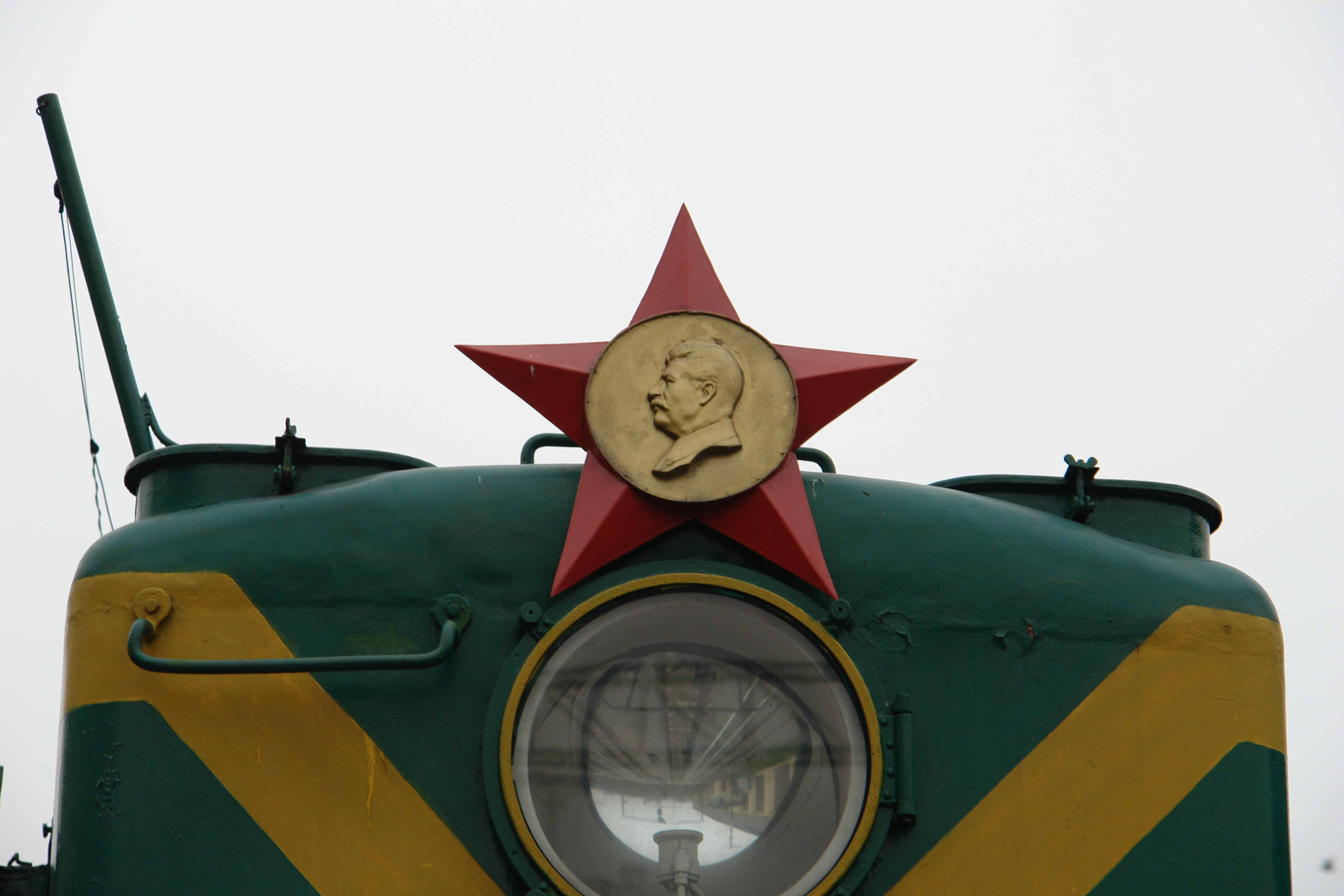
Барельефное изображение Сталина на фронтоне локомотива ТЭ1-20-135

На фронтоне локомотивов ТЭ1 располагалась красная звезда с барельефным изображением руководителя СССР и непосредственного инициатора создания тепловоза — И. В. Сталина. После десталинизации, начатой XX съездом КПСС, центральный элемент звезды с изображением вождя или вся звезда с паровозов, находившихся на территории СССР, демонтировались. В настоящее время изображение Сталина, в частности, реконструировано на локомотиве ТЭ1-20-135, находящемся в музее Октябрьской железной дороги (Варшавский вокзал).
В 2007 году почтовое ведомство Украины выпустила почтовую марку с изображением тепловоза ТЭ1; на марке видно очертание изображения И. В. Сталина.